# Irène Kaufer
Pour les articles homonymes, voir Kaufer.
Irène Kaufer, née le 26 février 1950 à Cracovie et morte le 5 novembre 2022 à Bruxelles, est une autrice, militante féministe et lesbienne, et syndicaliste belge.

## Biographie
Irène Kaufer est née le 26 février 1950 à Cracovie en Pologne. Ses parents, juifs, rescapés de la Shoah, s'installent en Belgique en 1958,.
En 1968, Irène Kaufer effectue des études de psychologie à l'université libre de Bruxelles. Elle assiste le 11 novembre 1972 à la journée des femmes au passage 44 de Bruxelles,, ce qui lance durablement son engagement féministe. Féministe lesbienne, elle commencer à militer auprès du groupe Biches Sauvages qui sera renommé Homo-L. Elle participe aussi à la création de la maison des femmes rue du Méridien 79 à Saint-Josse-ten-Noode.
Après avoir travaillé la majorité de sa carrière dans une entreprise de commerce culturel, la Fnac, où elle est déléguée syndicale, elle termine sa carrière comme responsable de projet à Garance, une ASBL de prévention des violences basées sur le genre, et d'auto-défense féministe. Dans les années 1970, elle écrit participe à la rédaction du journal POUR. Elle collabore régulièrement au magazine féministe Axelle, ainsi qu’occasionnellement à d’autres publications.
Elle décède le 5 novembre 2022,.

## Publications
- Ombre du soleil, frontispice de Felicia Pacanowska, éditions Pierre-Jean Oswald, 1971.
- Fausses pistes, éd. Luc Pire, 1996.
- Parcours féministes (entretien avec Françoise Collin), éd. Labor, 2005.
- Déserteuses, éd. Academia-L’Harmattan, 2015.
- Dibbouks, éd. de l’Antilope, 2021[9].